# Ottmar Fuchs (Berghauptmann)
Ottmar Fuchs (* 11. November 1862 in Königstein; † 16. November 1941) war Vorsitzender der Bergwerksdirektion Saarbrücken, Reichskommissar für die Kohlenverwaltung und Berghauptmann des Oberbergamtes Bonn.

## Leben
Nach dem Abitur in Wiesbaden kam Ottmar Fuchs am 18. März 1882 als Praktikant in den Bezirk des Oberbergamtes Bonn und studierte in München und Berlin. Er leistete seinen Militärdienst als Einjährig-Freiwilliger und war zuletzt Hauptmann der Landwehr. Nach den beiden Staatsexamina wurde Fuchs Bergassessor und verdiente seinen Lebensunterhalt zunächst als Hilfsarbeiter beim Oberbergamt Bonn. Er wechselte zur Bergwerksdirektion Saarbrücken, erhielt hier 1895 eine Anstellung als Berginspektor und war in der Berginspektion Heinitz tätig. 1900 wurde er Bergwerksdirektor und vier Jahre später Bergrat bzw. Geheimer Bergrat. Im Preußischen Ministerium für Handel und Gewerbe war er vortragender Rat und 1908 Geheimer Oberrat. 1911 kehrte er zur Bergwerksdirektion Saarbrücken zurück und wurde deren Vorsitzender. Bevor Fuchs im Jahre 1919 als Vorsitzender der Abwicklungsstelle der Bergwerksdirektion Saarbrücken und der Deutschen Bergwerkskommission fungierte, war er von 1917 an vorübergehend Reichskommissar für die Kohlenverteilung. Vom 1. Mai 1921 an übte er als Berghauptmann das Amt des Direktors des Oberbergamtes Bonn aus und blieb bis zu seiner Pensionierung zum 1. April 1928 in dieser Position. Von 1923 bis 1931 war Fuchs gleichzeitig Vorsitzender des volkswirtschaftlichen Prüfungsamtes der Universität Bonn.

## Ehrungen
- 1904 Geheimer Bergrat
- 1908 Geheimer Oberbergrat
- 1928 Ehrendoktor Dr. rer. pol. h. c. der Universität Bonn